# Балтаниязов, Усенбай
Усенбай Балтаниязов (род. 1940 год, Каракалпакская АССР, Узбекская ССР) — механизатор совхоза «Халкабад» Кегейлийского района, Каракалпакская АССР, Узбекская ССР. Герой Социалистического Труда (1973). Депутат Верховного Совета ССР 7-го и 8-го созывов.

## Биография
Родился в 1940 году в одном из сельских населённых пунктов Каракалпакской АССР. После окончания местной сельской школы трудился с 1956 года в колхозе имени Калинина. Окончил курсы механизации. С 1958 года — механизатор, звеньевой механизированного звена совхоза «Халкабад» Кегейлийского района. В 1969 году назначен бригадиром механизированной бригады в этом же колхозе, которая выращивала хлопок в дельте Амударьи.
Бригада Усенбая Балтаниязова показывала высокие трудовые результаты в хлопководстве. В течение Восьмой пятилетки (1966—1970) бригада Усенбая Балтаниязова ежегодно занимала передовые места в социалистическом соревновании среди хлопководов Кегейлийского района. За выдающиеся трудовые результаты по итогам Восьмой пятилетки был награждён Орденом Ленина.
В последующие годы бригада под его руководством продолжала показывать высокие результаты при выращивании и сборе хлопка-сырца. В 1973 году бригада досрочно за три года выполнила коллективное социалистическое обязательство Девятой пятилетки (1971—1975) по сдаче государству хлопка-сырца. Указом Президиума Верховного Совета СССР от 10 декабря 1973 года удостоен звания Героя Социалистического Труда за «большие успехи, достигнутые во Всесоюзном социалистическом соревновании, и проявленную трудовую доблесть в выполнении принятых обязательств по увеличению производства и продажи государству зерна и других продуктов земледелия в 1973 году» с вручением ордена Ленина и золотой медали «Серп и Молот» (№ 18476).
Избирался депутатом Верховного Совета СССР 7-го (1966—1970) и 8-го (1970—1974) созывов.
Награды
- Герой Социалистического Труда
- Орден Ленина — дважды (08.04.1971; 1973)